# Atlantic Beach Golf Club
De Atlantic Beach Golf Club is een golfclub in Melkbosstrand, Zuid-Afrika. De club is opgericht in 2000 en heeft een 18-holes golfbaan met een par van 72.

## De baan
De golfbaan werd ontworpen door de golfbaanarchitect Mark Muller. De fairways en de tees werden beplant met kikuyugras, een tropische grassoort, en de greens met struisgras.
Er is slechts een waterhindernis op de baan en de helft van de golfbaan bevindt zich tussen de "Blouberg", een lokale natuurreservaat. Tussen de holes zijn er ook woonhuizen aanwezig.

## Golftoernooien
- Atlantic Beach Classic: 2001